# Chapelle Saint-Hubert de Courcelles-le-Roi
La chapelle Saint-Hubert est une chapelle française située à Courcelles-le-Roi, dans le département du Loiret en région Centre-Val de Loire.

## Description
La chapelle et l'église Saint-Jacques-le-Majeur sont inscrits aux Monuments historiques depuis le 13 mars 1991.
La paroisse de Courcelles appartient à la province ecclésiastique de Tours, au diocèse d'Orléans dans la zone pastorale de la Beauce et le doyenné Beauce-Pithiviers.
La chapelle est située dans le centre de Courcelles, dans la rue du Tertre, derrière l'église Saint-Jacques-le-Majeur. Deux ouvertures, aujourd'hui murées, permettent de la dater du XVIe ou XVIIe siècle. Les ouvertures actuelles, en briques, sont datées du XIXe. L'édifice a été rénové en 1656 selon l'abbé Bernois.
Elle est couverte de fresques (exécutées à sec) datant du XVIIe siècle, sur lesquelles figurent entre autres saint Hubert, sainte Apolline, sainte Geneviève ou saint Antoine. Elle possède également un autel baroque et des vitraux. Elle a fait l'objet d'une restauration au début des années 2000.

## Galerie d'images

La chapelle Saint-Hubert
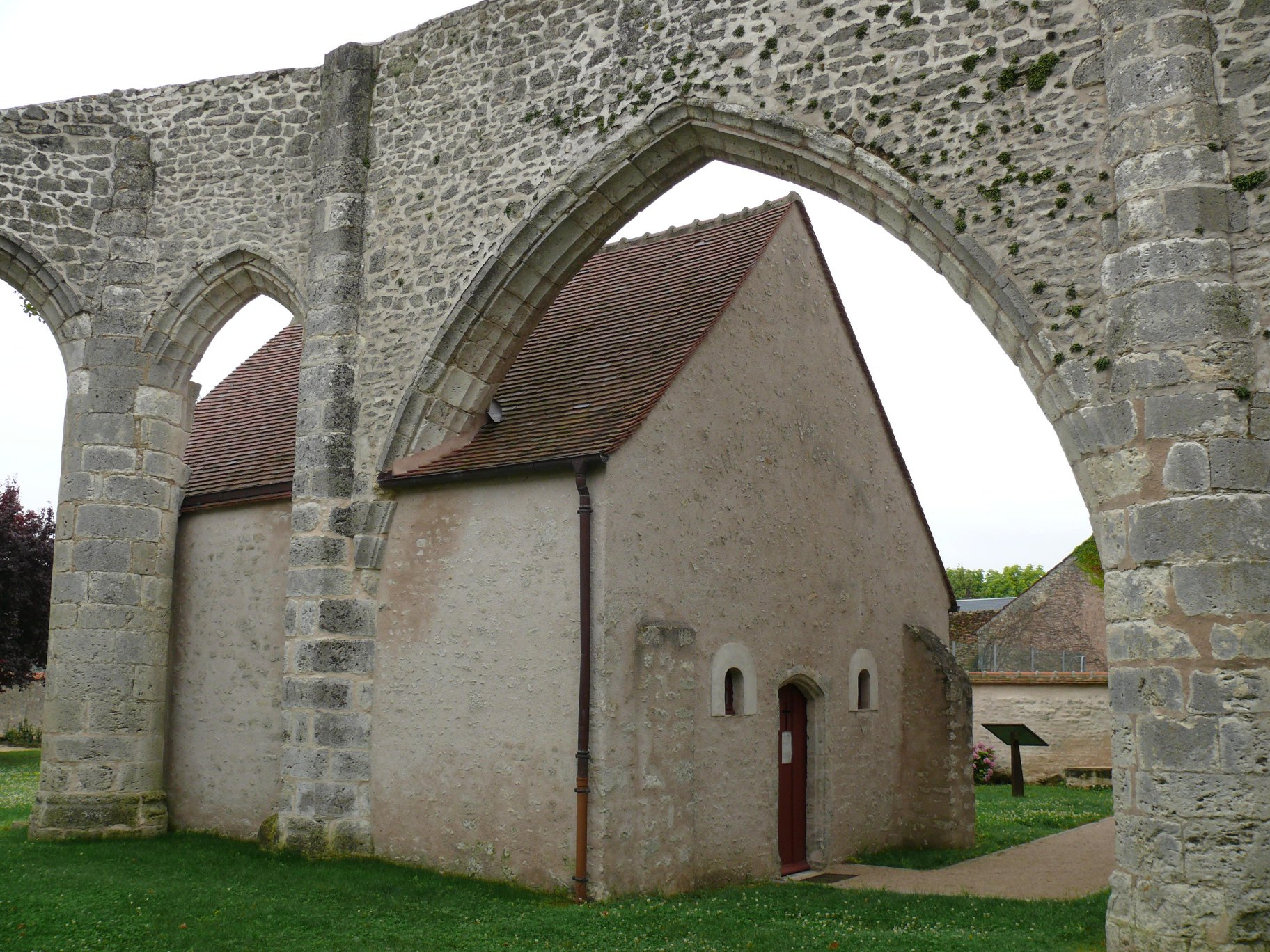
Vue latérale
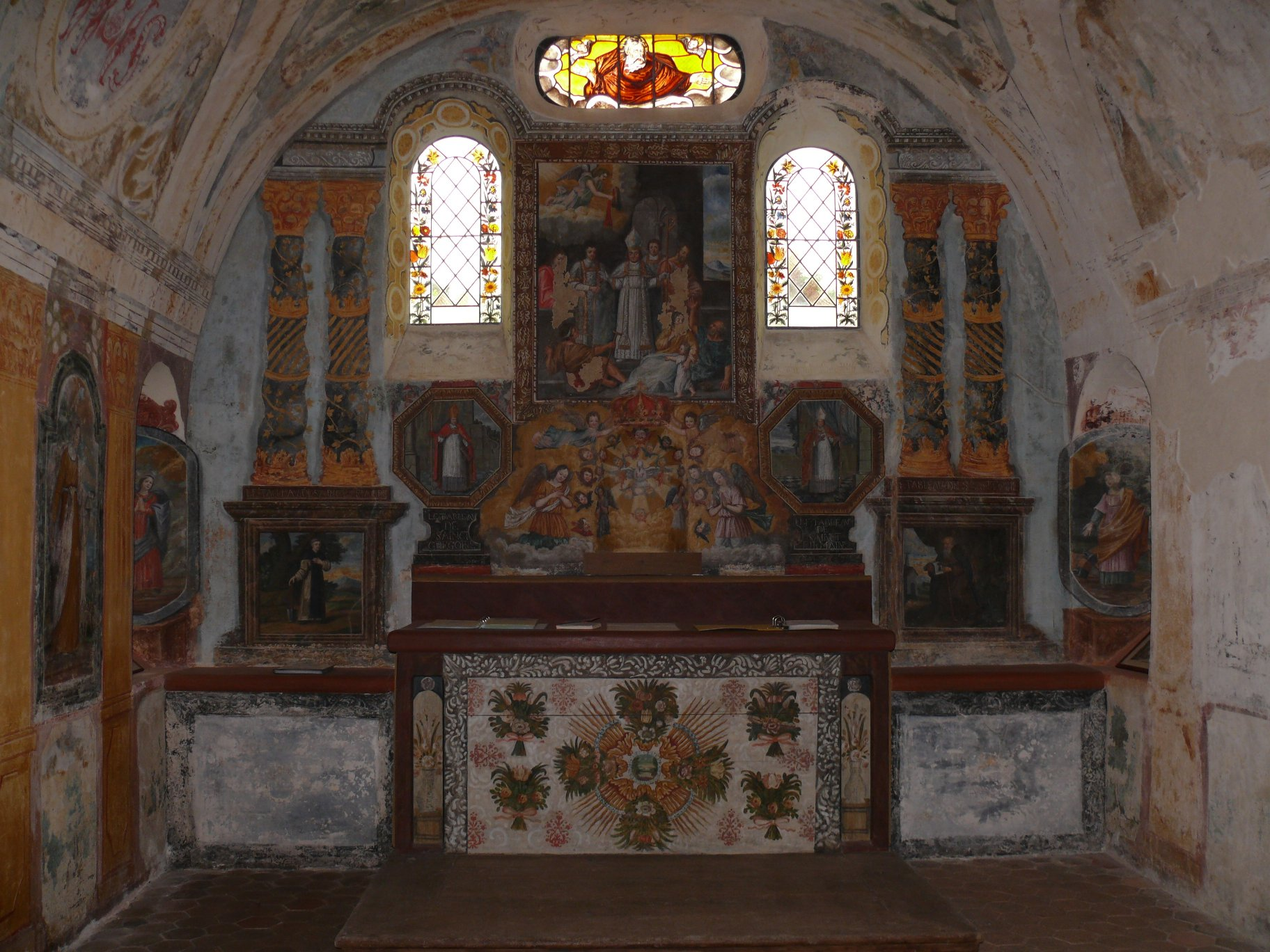
La nef
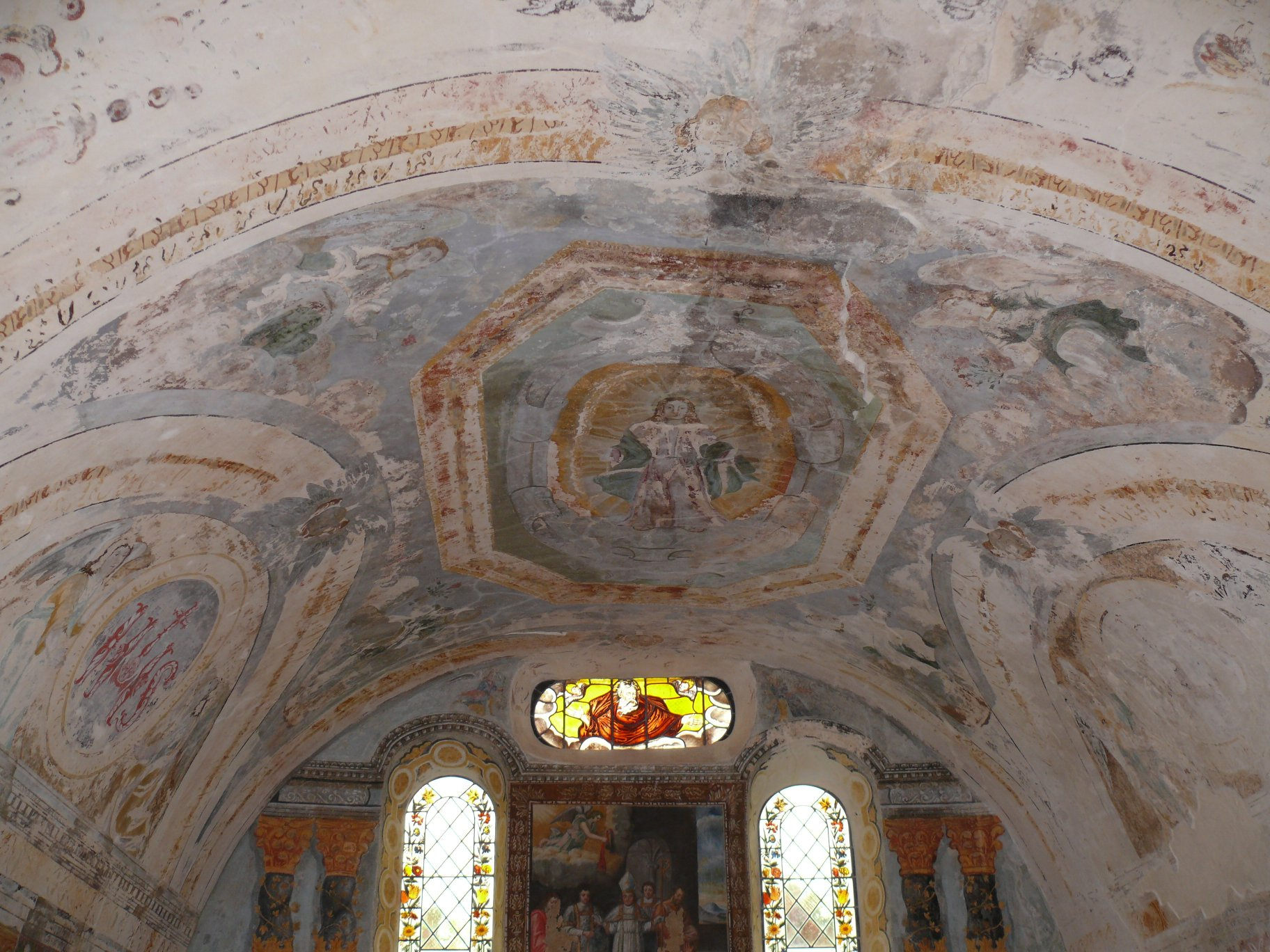
Fresque
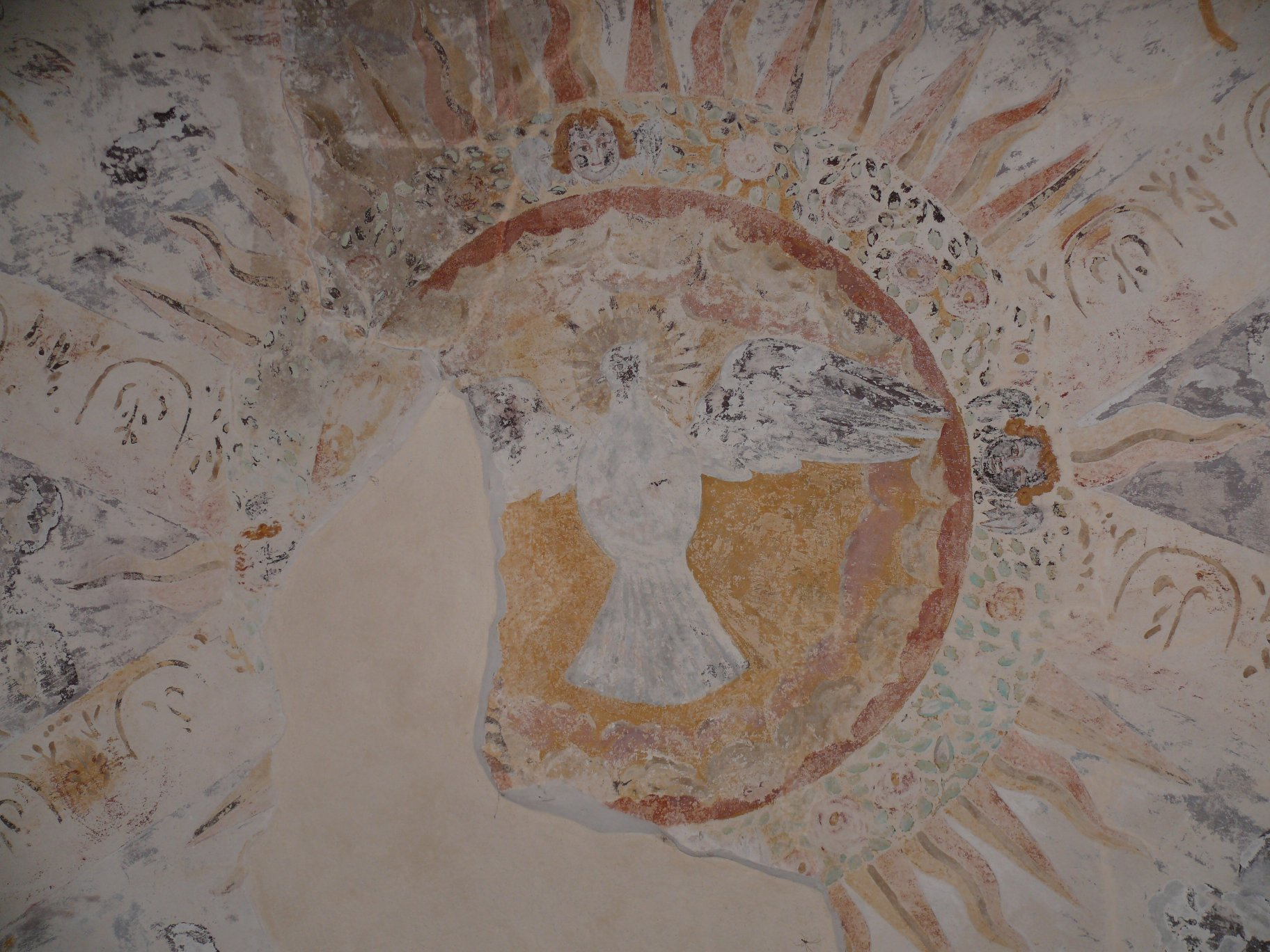
Fresque